# Blind Roosevelt Graves
Blind Roosevelt Graves (* 9. Dezember 1909 in Rose Hill, nahe Meridian, Mississippi; † 30. Dezember 1962 in Gulfport) war ein früher US-amerikanischer Gospel- und Blues-Gitarrist und -Sänger, der mit seinem ebenfalls nahezu blinden Bruder Uaroy Graves (Tamburin und Kazoo) als Duo auftrat. Über das Leben der Graves-Brüder ist wenig bekannt.
1929 machten die beiden, entdeckt von H.C. Speir, ihre ersten Aufnahmen für Paramount Records. Sie waren die ersten, die den Guitar Boogie aufzeichneten, und ihr I'll Be Rested gilt als Paradebeispiel der Gospelmusik ihrer Zeit.
1936 nahmen die Brüder zusammen mit dem Klavierspieler Cooney Vaughn zwei Songs auf, die laut Rolling Stone Illustrated History of Rock and Roll „vollständig ausgebildete Rock-’n’-Roll-Gitarrenriffs und einen stampfenden Rock'n'Roll-Beat“ aufwiesen: Barbecue Bust und Dangerous Woman. Die Aufnahmen unter dem Namen „Mississippi Jook Band“ entstanden im Bahnhof von Hattiesburg, Mississippi.
Einige Stücke der beiden Brüder wurden unter dem Namen „Blind Roosevelt Graves and Brother“ veröffentlicht. Es bestanden Zweifel, ob „Uaroy“ der richtige Name von Roosevelts Bruder war. Stellenweise wurde stattdessen der Name „Aaron“ verwendet, da man annahm, der Name sei falsch oder in schlecht lesbarer Schrift aufgeschrieben worden. Erst 2004, als Fotos der Originaldokumente von Paramount ins Internet gestellt wurden, wurde „Uaroy Graves“ zweifelsfrei als der korrekte Name bestätigt.